# Lény (Marvel Comics)
A Lény, valódi nevén Ben Grimm egy kitalált szereplő, szuperhős a Marvel Comics képregényeiben. A kitalált szereplőt Jack Kirby és Stan Lee alkotta meg. Első megjelenése a Fantastic Four első számában volt 1961 novemberében a Fantasztikus Négyes nevű szuperhőscsapat alapító tagjaként.
Ben Grimm szuperképességeit, akárcsak a Fantasztikus Négyes másik három alapító tagja, egy űrutazás során szerezte, mikor hajójukon kozmikus sugárzás hatolt át. Ben ennek hatására egy hatalmas testi erővel rendelkező, narancsszínű „lénnyé” változott. Bőre pikkelyszerűvé vált, mely szinte sebezhetetlenné teszi. Narancsszínű kőóriás kinézete, kék szeme, humoros természete, valamint csatakiáltása, az „It’s clobberin’ time!”, ami magyarul nagyjából a „Na, akkor klopfoljunk!”-nak felel meg, könnyen felismerhető és népszerű képregényhőssé tette. (A Semic képregényekben „Most jön a bunyó!”-nak interpretálták.)
A Lény szerepét az 1994-ben készült, de be nem mutatott Fantasztikus Négyes című filmben két színész, Michael Bailey Smith (mint Ben Grimm) és Carl Ciarfalio (mint a Lény) alakította. Több mint tíz évvel később, a 2005-ös új Fantasztikus Négyes filmben és annak folytatásában a melegszívű óriás szerepét Michael Chiklis játszotta el.